# 坡坎崖

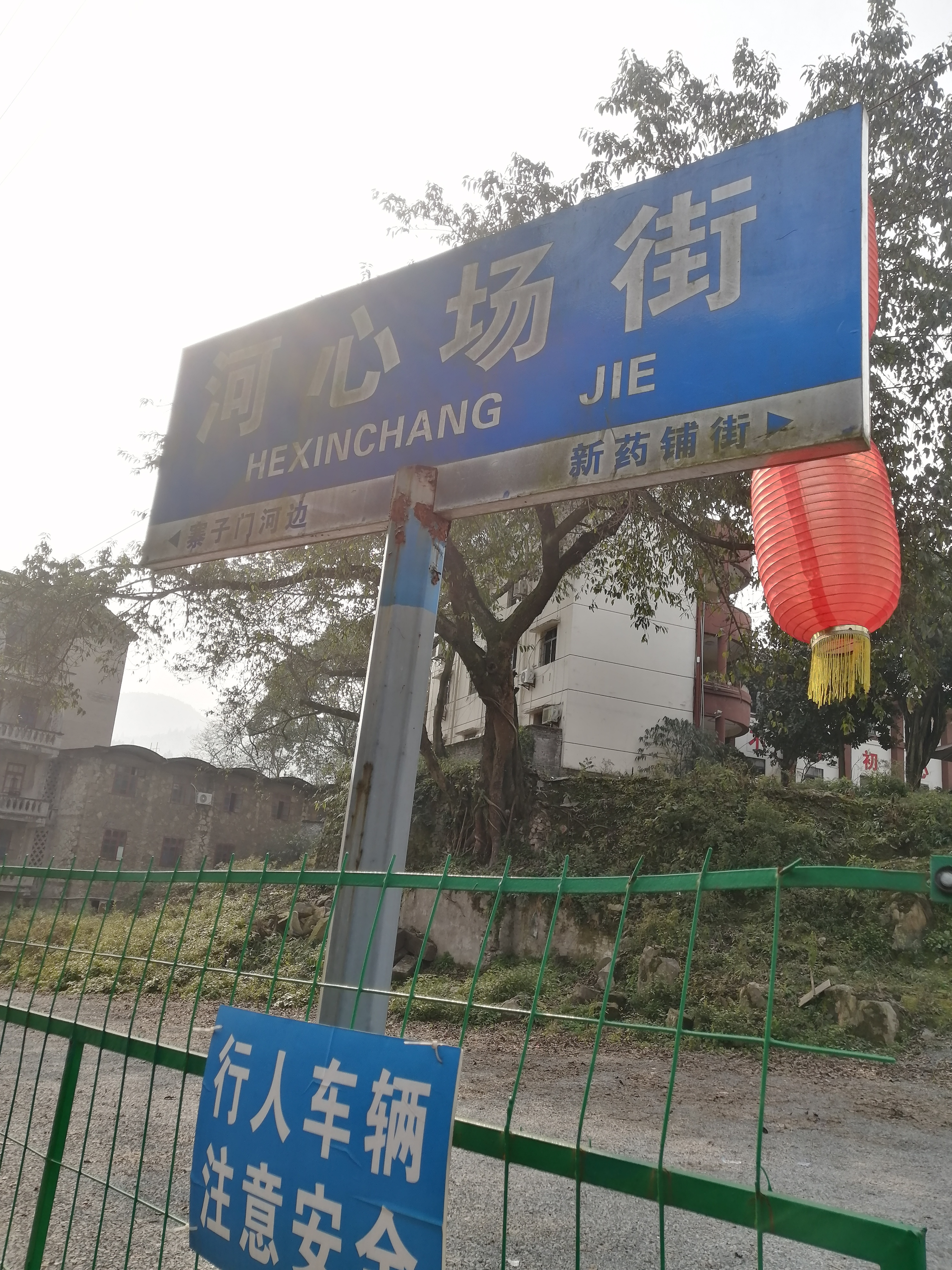
重庆合川盐井河新场街上的坡坎崖（堡坎）

坡坎崖是重庆市对市内城区边坡、堡坎、悬崖的总称，多是零散土地、道路与建筑间的小块空置地等地块，被称为城市的“边角地”。

## 坡坎崖的危害及美化
由于重庆地处山区，复杂的地形导致城市中出现了许多坡坎崖，部分“坡坎崖”因杂草丛生，土石裸露，成为城市“秃斑”，更可能引发事故，例如2017年3月在九龙坡区陈家坪立交附近就出现了堡坎倒塌事故，路边车辆被掩埋。
2019年11月10日，重庆市人民政府发布《重庆市人民政府办公厅关于印发主城区坡地堡坎崖壁绿化美化实施方案的通知》，要求实施山体生态屏障防护型坡坎崖、“两江”及次级河流生态护岸型坡坎崖、内环快速路沿线生态廊道型坡坎崖、城市主干道沿线、桥头立交节点、堡坎、高切坡、隧道口、城市建设用地空地坡坎崖共7类1323万平方米/309个地块的坡坎崖绿化美化。改造后的坡坎崖变成了立体城市公园等绿色边坡景观，实现“推窗见绿、出门见景、四季见花、处处花香”，方便了市民娱乐和出行。